# Чисьцець (гміна Шамотули)
Чисьцець (пол. Czyściec) — село в Польщі, у гміні Шамотули Шамотульського повіту Великопольського воєводства.
У 1975-1998 роках село належало до Познанського воєводства.